# 30488 Steinlechner
30488 Steinlechner è un asteroide della fascia principale. Scoperto nel 2000, presenta un'orbita caratterizzata da un semiasse maggiore pari a 2,9550842 UA e da un'eccentricità di 0,1092164, inclinata di 2,34359° rispetto all'eclittica.